# 1628 Strobel
1628 Strobel eller 1923 OG är en asteroid i huvudbältet, som upptäcktes 11 september 1923 av den tyske astronomen Karl Wilhelm Reinmuth i Heidelberg. Den har fått sitt namn efter Willy Strobel.
Asteroiden har en diameter på ungefär 59 kilometer.